# Witold Barlog
Witold Barlog (ur. 17 sierpnia 1897 we Lwowie, zm. 27 lipca 1955) – podpułkownik dyplomowany piechoty Wojska Polskiego, kawaler Orderu Virtuti Militari.

## Życiorys
Urodził się 17 sierpnia 1897 we Lwowie jako syn Jana. Kształcił się w C. K. IV. Gimnazjum we Lwowie, gdzie w roku szkolnym 1915/1916 w trakcie nauki w VIII klasie podczas I wojny światowej 27 października 1915 został powołany do czynnej armii, po czym zdał egzamin dojrzałości jako kandydat z warunkami tzw. matury wojennej.
Po zakończeniu wojny, jako były oficer c. i k. armii został przyjęty do Wojska Polskiego i zatwierdzony do stopnia podporucznika. Walczył m.in. w obronie Lwowa (1918), jako powstaniec śląski oraz w wojnie polsko-bolszewickiej jako dowódca kompanii 54 pułku piechoty Strzelców Kresowych.
Został awansowany na stopień porucznika piechoty ze starszeństwem z dniem 1 czerwca 1919, a następnie na stopień kapitana ze starszeństwem z dniem 15 sierpnia 1924. W latach 20. był oficerem 40 pułku piechoty we Lwowie. Uzyskał tytuł oficera dyplomowanego i został awansowany na stopień majora piechoty ze starszeństwem z dniem 1 stycznia 1932. Od 23 marca 1932 pełnił funkcję szefa sztabu 17 Dywizji Piechoty w Gnieźnie. Stamtąd w październiku 1935 przeszedł na stanowisko dowódcy batalionu w 72 pułku piechoty. Był wykładowcą Wyższej Szkoły Wojennej, ostatnim przed II wojną światową kierownikiem katedry operacyjnej służby sztabów. W 1939 został awansowany na podpułkownika.
Po wybuchu II wojny światowej służył jako kwatermistrz w Grupie Operacyjnej Stanisława Skwarczyńskiego, następnie przedostał się na Zachód, był oficerem 4 Dywizji Piechoty, następnie był szefem sztabu działającej na przełomie 1940/1941 4 Brygady Kadrowej Strzelców. W latach 1942–1944 był dyrektorem nauk w Wyższej Szkole Wojenne działającej w Szkocji. 
Po II wojnie światowej pozostał na emigracji. Uczestniczył w pracach tajnego Zawiązku Sztabu Głównego, działającego pod przykrywką Polskiego Instytutu Historycznego. W jego ramach przygotowywał materiały dla Kół Wiedzy Wojskowej dotyczące wojsk radzieckich, a także regulaminów i pracy sztabów armii amerykańskiej.  Był także współpracownikiem Wydziału Studiów Sekretariatu Kół Oddziałowych. Zmarł 27 lipca 1955 i został pochowany na Cmentarzu Brompton w Londynie.

## Ordery i odznaczenia
- Krzyż Srebrny Orderu Virtuti Militari nr 4067
- Krzyż Walecznych (dwukrotnie)
- Złoty Krzyż Zasługi (19 marca 1935)[18][19]